# Kongress für die Republik (Niger)
Der Kongress für die Republik (französisch Congrès Pour la République, Kürzel: CPR-Inganci) ist eine politische Partei in Niger.

## Geschichte
Der Kongress für die Republik entstand im September 2014 auf Initiative von Kassoum Mamane Moctar, der kurz davor als Bürgermeister von Maradi abgesetzt worden war und seine Partei Sozialdemokratisches Bündnis (RSD-Gaskiya) verlassen hatte. Unter Staatspräsident Mamadou Tandja von der Nationalen Bewegung der Entwicklungsgesellschaft (MNSD-Nassara) war Moctar Minister und Regierungssprecher gewesen. Die Gründungsversammlung des Kongresses für die Republik fand am 14. November 2015 in Zinder statt. Dabei wurde Kassoum Mamane Moctar zum Parteivorsitzenden gewählt.
Bei den Parlamentswahlen von 2016 gewann der Kongress für die Republik drei von 171 Sitzen in der Nationalversammlung. Bei den Präsidentschaftswahlen von 2016 trat Moctar für die Partei an und wurde im ersten Wahldurchgang mit 3 % der Stimmen sechster von fünfzehn Kandidaten. Für die Stichwahl im zweiten Wahldurchgang gab der Kongress für die Republik eine Wahlempfehlung für den Amtsinhaber Mahamadou Issoufou von der Nigrischen Partei für Demokratie und Sozialismus (PNDS-Tarayya) ab.
Aus den Parlamentswahlen von 2020 ging die Partei mit acht von 171 Sitzen in der Nationalversammlung hervor.